# Brazylia na Letnich Igrzyskach Olimpijskich 1976
Brazylię na Letnich Igrzyskach Olimpijskich 1976 reprezentowało 79 zawodników, 72 mężczyzn i 7 kobiet.

## Zdobyte medale
| Medal | Zawodnik                     | Dyscyplina    | Konkurencja              |
| ----- | ---------------------------- | ------------- | ------------------------ |
| Brąz  | Peter Ficker Reinaldo Conrad | Żeglarstwo    | klasa Star wagi ciężkiej |
| Brąz  | João Carlos de Oliveira      | Lekkoatletyka | trójskok                 |